# Vlad Gherman
Vlad Nicolae Gherman (n. 16 februarie 1993, București) este un actor și cântăreț român, devenit cunoscut publicului odată cu apariția în serialul muzical Pariu cu viața, unde a jucat în rolul lui Vlad Stănescu. Vlad este, de asemenea, membru fondator al trupei pop-rock Lala Band, activă între anii 2011-2014.

## Copilăria și studiile
Vlad Gherman s-a născut la 16 februarie 1993 în București, unde a copilărit alături de sora sa mai mare, Alexandra. În 2011 a absolvit Școala Centrală, profilul matematică-informatică. 
Încă de la o vârstă fragedă, impresionat de boala bunicii sale, diabetul, Gherman și-a dorit să devină medic. A studiat la Școala Centrală, profilul matematică-informatică și s-a pregătit în particular la biologie. După ce mama sa l-a înscris la castingul pentru „Pariu cu viața”, acesta și-a descoperit pasiunea pentru actorie, decizând astfel să urmeze  carieră în acest domeniu.
În 2016, a absolvit Universitatea Națională de Artă Teatrală și Cinematografică „Ion Luca Caragiale” din București, clasa profesorului Adrian Titieni.

## Cariera
Gherman a debutat în actorie în 2011, când în urma unui casting organizat de MediaPro Music și MediaPro Pictures pentru Pro TV, a intrat în trupa Lala Band, și a obținut rolul lui Vlad Stănescu în serialul muzical Pariu cu viața. 
Ascensiunea lui Gherman se datorează succesului serialului și al trupei. În mai puțin de un an, Pariu cu viața devine un fenomen național, Lala Band reușind astfel să atingă performanțe greu de egalat: 5 albume de studio, discul de aur pentru „Cel mai bine vândut album al anului 2012” , 4 turnee naționale, peste 150 de ore de muzică live, peste 150.000 de fani veniți la concerte pentru a-și vedea idolii.
În mai 2013, împreună cu Cristina Ciobănașu, Gherman a înființat trupa ONE, îmbinându-și cariera solo cu cea a trupei „mamă”.
În 2016, după încheierea serialului ce l-a făcut celebru, și destrămarea Lala Band, Gherman a devenit imaginea Happy Channel. 
În 2017, l-a interpretat pe Victor Mortante în serialele Când mama nu-i acasă și O grămadă de caramele.
În 2018, Vlad Gherman i-a dat viață personajului Ioan, în Fructul oprit. 
Din februarie 2018, împreună cu Cristina Ciobănașu, Irina Margareta Nistor și Rapha Tudor, Gherman prezintă emisiunea Povești COOL, pe Happy Channel.

## Filmografie

### Televiziune
| An        | Titlu                   | Rol            | Note                          |
| --------- | ----------------------- | -------------- | ----------------------------- |
| 2011-2013 | Pariu cu viața          | Vlad Stănescu  | rol principal; 57 de episoade |
| 2014      | O nouă viață            | Vlad Stănescu  | rol principal; 45 de episoade |
| 2017      | Când mama nu-i acasă    | Victor Morante | rol principal; 22 de episoade |
| 2017      | O grămadă de caramele   | Victor Morante | rol principal; 16 episoade    |
| 2018-2019 | Fructul oprit           | Ioan Popa      | rol principal; 63 de episoade |
| 2019-2020 | Sacrificiul             | Amza Oprea     | rol principal; 42 de episoade |
| 2021-2022 | Adela                   | Călin Andronic | rol principal; 48 de episoade |
| 2023-2024 | Lia - Soția soțului meu | Andi Bădescu   | rol principal; 52 de episoade |

### Film
| An   | Titlu               | Rol    | Note                              |
| ---- | ------------------- | ------ | --------------------------------- |
| 2013 | Justin și Cavalerii | Justin | voce                              |
| 2014 | Gamer               | -      | scurt-metraj; regizor; producător |
| 2015 | Pe muchie de cuțit  | -      | scurt-metraj; regizor; producător |

### Emisiuni TV
| An                          | Emisiune     | Canal               | Note                |
| --------------------------- | ------------ | ------------------- | ------------------- |
| 2017                        | Happy Day    | Happy Channel       | realizator; regizor |
| 2018 2018-2022 2023-prezent | Povești COOL | Happy Channel       | realizator; regizor |
| 2018 2018-2022 2023-prezent | CulTOUR      | Happy Channel       | realizator; regizor |
| 2018 2018-2022 2023-prezent | Happy Cafe   | realizator; regizor |                     |